# 산성대로
산성대로(山城大路)는 경기도 성남시 수정구 수진동과 양지동 산성육교를 잇는 경기도의 도로이다. 이 도로를 기준으로 하여 북쪽 지역은 수정구, 남쪽 지역은 중원구로 나뉜다. 도로 명칭은 이 도로의 종점 인근에 남한산성이 있어 이 명칭을 따온 것이다.

## 주요 경유지
경기도
- 북쪽 지역 : 성남시 수정구 (수진동 - 신흥동 - 단대동 - 양지동)
- 남쪽 지역 : 성남시 중원구 (성남동 - 중앙동 - 금광동 - 은행동)

## 노선
| 이름                      | 접속 노선                      | 소재지 | 소재지              | 비고                        |
| ------------------------- | ------------------------------ | ------ | ------------------- | --------------------------- |
| 수진동                    | 탄천로                         | 성남시 | 북:수정구 남:중원구 |                             |
| 탄천 나들목               | 분당수서로                     | 성남시 | 북:수정구 남:중원구 |                             |
| 모란사거리 (모란고가교)   | 국도 제3호선 (성남대로) 모란로 | 성남시 | 북:수정구 남:중원구 |                             |
| (수성고가교)              | 제일로                         | 성남시 | 북:수정구 남:중원구 | 남한산성 방면만 진출입 가능 |
| 수진역사거리              | 원터로 탄리로                  | 성남시 | 북:수정구 남:중원구 |                             |
| 신흥사거리                | 시민로                         | 성남시 | 북:수정구 남:중원구 |                             |
| 우리은행사거리            | 공원로                         | 성남시 | 북:수정구 남:중원구 |                             |
| 단대오거리 (단대오거리역) | 희망로 산성대로372번길         | 성남시 | 북:수정구 남:중원구 |                             |
| 남한산성입구역            | 단대로 자혜로                  | 성남시 | 북:수정구 남:중원구 |                             |
| 을지대학교 성남캠퍼스     | 산성대로552번길                | 성남시 | 북:수정구 남:중원구 |                             |
| (산성육교)                | 순환로                         | 성남시 | 북:수정구 남:중원구 |                             |

## 주요 건물 및 시설
- 성남수진동우체국 (경기도 성남시 수정구 산성대로 97)
- 모란역 (경기도 성남시 수정구 산성대로 지하100)
- 풍생고등학교, 풍생중학교 (경기도 성남시 수정구 산성대로 111)
- 수진역 (경기도 성남시 수정구 산성대로 지하200)
- 국민건강보험공단 성남북부지사 (경기도 성남시 수정구 산성대로 223)
- 신흥역 (경기도 성남시 수정구 산성대로 지하280)
- 성남우체국 (경기도 성남시 수정구 산성대로 305)
- 우리은행 성남금융센터 (경기도 성남시 수정구 산성대로 321)
- 세이브존 성남점 (경기도 성남시 수정구 산성대로 337)
- 단대오거리역 (경기도 성남시 수정구 산성대로 지하365)
- KT성남빌딩 (경기도 성남시 수정구 산성대로 377)
- 남한산성입구역 (경기도 성남시 수정구 산성대로 지하445)
- 수원지방법원 성남지원, 수원지방검찰청 성남지청 (경기도 성남시 수정구 산성대로 451)
- 성남단대동우체국 (경기도 성남시 수정구 산성대로 475)
- 양지동 행정복지센터 (경기도 성남시 수정구 산성대로 483)
- 을지대학교 성남캠퍼스 (경기도 성남시 수정구 산성대로 553)
- 금광청소년문화의집 (경기도 성남시 수정구 산성대로 613)
- 남한산성공원 (경기도 성남시 중원구 산성대로 626)